# Goalpara
Goalpara là một thành phố và là nơi đặt ban đô thị (municipal board) của quận Goalpara thuộc bang Assam, Ấn Độ.

## Địa lý
Goalpara có vị trí 26°10′B 90°37′Đ / 26,17°B 90,62°Đ Nó có độ cao trung bình là 35 mét (114 feet).

## Nhân khẩu
Theo điều tra dân số năm 2001 của Ấn Độ, Goalpara có dân số 48.911 người. Phái nam chiếm 52% tổng số dân và phái nữ chiếm 48%. Goalpara có tỷ lệ 69% biết đọc biết viết, cao hơn tỷ lệ trung bình toàn quốc là 59,5%: tỷ lệ cho phái nam là 73%, và tỷ lệ cho phái nữ là 64%. Tại Goalpara, 12% dân số nhỏ hơn 6 tuổi.